# Доказательная политика
Доказа́тельная поли́тика (англ. evidence-based policy — политика, основанная на доказательствах) — государственная политика, основанная на строго установленных объективных доказательствах. Это расширение идеи доказательной медицины на область государственной политики. Важным аспектом доказательной политики является использование строгих научных исследований, таких как рандомизированные контролируемые испытания для выявления программ и методов, способных улучшить результаты деятельности, имеющей отношение к политике. Несмотря на то, что доказательная политика известна ещё с XIV века, её популяризация в последнее время была произведена правительством Блэра в Великобритании.

Данный подход предполагает обоснование предлагаемых вариантов нормативно-правового регулирования, отдельных мер и мероприятий социально-экономической политики с помощью результатов научных исследований, научно обоснованных фактов и широкой доказательной базы. Применение «доказательного подхода» призвано повысить качество государственного управления, преодолеть субъективизм и идеологическую ангажированность разработчиков мер и инструментов государственной политики.

Как правило, при проведении доказательной государственной политики создаётся теоретическая модель; на основе этой модели предлагается объяснение, почему предложенная мера будет эффективной и к каким именно результатам она приведёт. Рассмотрению подлежат прямые и косвенные эффекты от реализации мер, а также альтернативные варианты достижения поставленных целей, в том числе вариант отсутствия государственного вмешательства. Далее, для выбранных вариантов мер сравниваются выгоды от их реализации и расходы на их осуществление (учитываются прямые и косвенные издержки, отрицательные внешние эффекты). Результаты расчётов должны быть публичными, доступными для проверки и пере- счета третьими лицами. Зачастую проведению исследований мешает отсутствие достоверной статистической базы, что вынуждает искать другие способы обоснования принимаемых решений (социологические опросы, экспертные оценки и т.п.). Поэтому неотъемлемым элементом доказательной государственной политики является формирование широкой доказательной базы, накопление, систематизация и интерпретация статистических и иных данных, включая анализ эффективности уже реализованных мер.

## Методология доказательной политики
Некоторые обоснования, применяемые в качестве доказательств:
- факты и результаты научных экспериментов (объективные научные данные);
- результаты изучения общественного мнения (коллективный интеллект);
- неофициальные и экспертные данные (экспертное мнение).

Существует множество методологий доказательной политики, но все они имеют следующие характеристики:
- проверяет теорию о том, почему политика будет эффективной и каковы будут последствия политики, если она будет успешной
- отвечает на вопрос: что произошло бы, если бы политика не была реализована?
- включает некоторые измерения воздействия
- рассматривает как прямые, так и косвенные эффекты, возникающие из-за политики
- разделяет неопределённости и меры контроля для других неполитических факторов, которые могут повлиять на результат
- должна быть возможность тестирования и повторения третьей стороной

## Преимущества доказательной политики
Выделяют следующие преимущества такой политики:
- совершенствование механизма принятия решений, повышение качества и эффективности нормативно-правового регулирования;
- повышение эффективности государственных расходов и более эффективное предоставление общественных благ;
- минимизация рисков и отказ от принятия решений, имеющих существенные негативные последствия;
- учёт альтернативных издержек, в том числе учёт экологической составляющей;
- консолидация позиции общества по важнейшим решениям;
- увеличение шансов граждан отстоять общественные интересы, нивелировать влияние лоббистских групп и снизить риски заведомо ошибочных решений